# Казахстанский филиал МГУ имени М. В. Ломоносова
Казахстанский филиал МГУ им. М. В. Ломоносова (каз. М. В. Ломоносов атындағы Мәскеу мемлекеттік университетінің Қазақстандық филиалы) — структурное подразделение Московского государственного университета им. М. В. Ломоносова на территории Республики Казахстан. Филиал создан по инициативе президента Казахстана Н. А. Назарбаева в 2001 году, во время визита государственной делегации Российской Федерации во главе с президентом РФ В. В. Путиным.
Ректором МГУ академиком В. А. Садовничим и министром образования и науки Республики Казахстан был подписан протокол о создании Казахстанского филиала Московского государственного университета им. М. В. Ломоносова на базе Евразийского национального университета им. Л. Н. Гумилёва в городе Астана (студентам филиала ЕНУ предоставляет свои аудитории в учебно-лабораторном корпусе). С сентября 2015 года Казахстанский филиал МГУ обрёл собственное общежитие.
7 мая 2019 года Президентом Республики Казахстан К. К. Токаевым был подписан Закон о ратификации Соглашения между Правительством Республики Казахстан и Правительством Российской Федерации о функционировании Казахстанского филиала Московского государственного университета имени М.В.Ломоносова.
Филиал готовит студентов по 5 направлениям бакалавриата: математика, прикладная математика и информатика, филологи, экология и природопользование, экономика. Ведется подготовка магистров по 3 направлениям: прикладная математика и информатика (программа «Математическое моделирование»), экономика (программы «Национальная экономика» и «Финансовая аналитика»), филология (программы «Русский язык в иноязычной аудитории» и «Медиалингвистика»).
Обучение ведётся по учебным планам и программам Московского университета, не менее одного учебного года студенты обучаются в г. Москве. Студенты обучаются по государственному гранту Республики Казахстан. Занятия в филиале проводятся по большей части командируемыми преподавателями Московского университета. По окончании обучения студенты получают дипломы выпускников Московского государственного университета имени М. В. Ломоносова.
Одним из заместителей директора является академик НАН РК Отелбаев Мухтарбай Отелбаевича.
В настоящее время в университете обучается около 600 человек на очной форме обучения (ежегодный набор 125 мест государственного заказа по программе бакалавриата и 40 мест государственного заказа по программе магистратуры). Государственный заказ предполагает полное покрытие расходов: на обучение в Астане и Москве, перемещение на обучение из Астаны в Москву и обратно, на проживание в общежитии в Москве.

## Вступительные экзамены (бакалавриат)
Вступительные экзамены обычно проводятся в июле. Результаты ЕНТ не учитываются и не влияют на конкурс. Обучение в бакалавриате проводится по пяти направлениям. При поступлении на программы бакалавра сдаются следующие экзамены:
| Направление                         | Факультет                               | Экзамены     | Экзамены         | Экзамены     |
| математика                          | механико-математический                 | математика   | физика (до 2017) | русский язык |
| прикладная математика и информатика | вычислительной математики и кибернетики | математика   | физика (до 2020) | русский язык |
| экономика                           | экономический                           | математика   | иностранный язык | русский язык |
| экология и природопользование       | географический                          | русский язык | география        | русский язык |
| филология                           | филологический                          | литература   | иностранный язык | русский язык |

Экзамены готовятся специально для филиала и проводятся независимо от вступительных экзаменов в МГУ в Москве. Средний конкурс достигает десяти заявлений на места. Абитуриент имеет право подать сразу на несколько специальностей (до трёх). Пример проходных баллов в 2015-2018 годах в бакалавриат (максимальный балл на все направления равен 300) и конкурса в 2015-2020 годах:
|      | математика (25) | математика (25) | прикладная математика и информатика (27) | прикладная математика и информатика (27) | экология и природопользование (26) | экология и природопользование (26) | экономика (27) | экономика (27) | филология (20) | филология (20) |
|      | Порог           | Заявлений       | Порог                                    | Заявлений                                | Порог                              | Заявлений                          | Порог          | Заявлений      | Порог          | Заявлений      |
| 2015 | 173             | 188             | 187                                      | 186                                      | 173                                | 140                                | 212            | 282            | 202            | 99             |
| 2016 | 207             | 212             | 225                                      | 224                                      | 192                                | 152                                | 232            | 342            | 187            | 110            |
| 2017 | 175             | 170             | 189                                      | 170                                      |                                    | 114                                | 188            | 223            |                | 86             |
| 2018 | 127             | 308             | 187                                      | 173                                      | 147                                | 119                                | 193            | 245            | 196            | 82             |
| 2019 |                 | 275             |                                          | 184                                      |                                    | 108                                |                | 238            |                | 84             |
| 2020 |                 | 252             |                                          | 279                                      |                                    | 155                                |                | 317            |                | 96             |

## Обучение в Астане (блочная система)

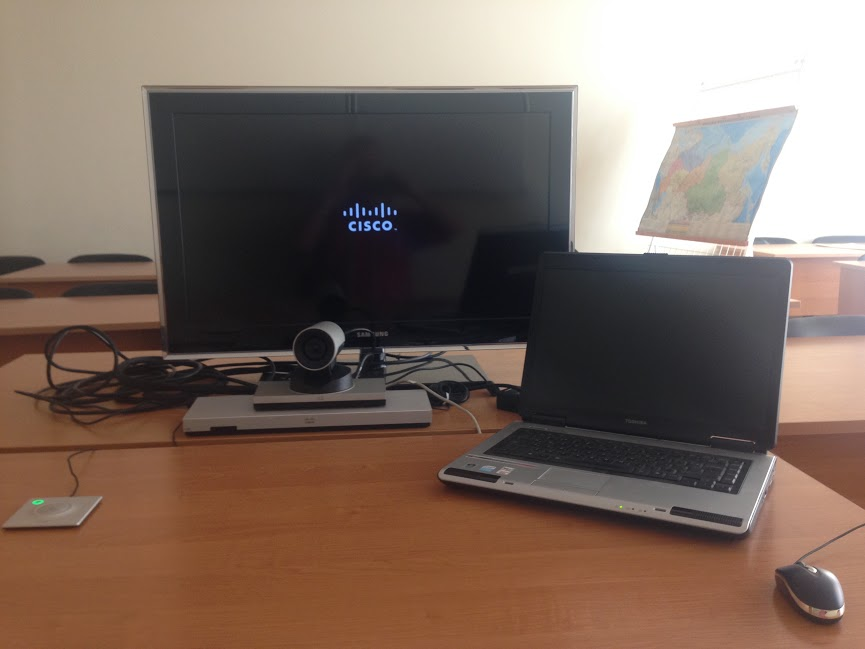
Комплекс оборудования для дистанционного обучения

Особенностью обучения является блочная система во время обучения в Астане. Ключевые предметы читают ведущие преподаватели МГУ, которые командируются для этого в Астану. На это время в расписании оставляют занятия только по одному предмету. Как правило, блок длится 2 недели. Часто блок заканчивается некоторой формой контроля: зачет, коллоквиум или экзамен. На каждый экзамен или зачет дается не более 3 попыток, после чего студент отчисляется.
Следствием блочной системы является другая особенность обучения в филиале — расписание, обновляемое каждую неделю.
Некоторые занятия проводятся с помощью системы удаленного общения Tandberg, которая позволяет вести занятия московским преподавателям удаленно. Студенты направления «Экология и природопользование» обучаются работе с современными геоинформационными системами.
Занятия проходят в учебно-лабораторном корпусе Евразийского Национального университета на 5, 6 и 7 этажах. Пары начинаются в 9:00 и заканчиваются в 15:00. Обычно проводится 3-4 пары в день.

## Обучение в Москве
Все студенты в обязательном порядке завершают обучение в МГУ в Москве:
| факультеты                              | бакалавриат (курсы) | бакалавриат (курсы) | бакалавриат (курсы) | бакалавриат (курсы) | магистратура (семестры) | магистратура (семестры) | магистратура (семестры) | магистратура (семестры) |
| факультеты                              | 1                   | 2                   | 3                   | 4                   | 1                       | 2                       | 3                       | 4                       |
| --------------------------------------- | ------------------- | ------------------- | ------------------- | ------------------- | ----------------------- | ----------------------- | ----------------------- | ----------------------- |
| механико-математический                 | Астана              | Астана              | Москва              | Москва              |                         |                         |                         |                         |
| вычислительной математики и кибернетики | Астана              | Астана              | Москва              | Москва              | Астана                  | Астана                  | Астана                  | Москва                  |
| экономический                           | Астана              | Астана              | Москва              | Астана              | Астана                  | Астана                  | Астана                  | Москва                  |
| географический                          | Астана              | Астана              | Москва              | Астана              |                         |                         |                         |                         |
| филологический                          | Астана              | Астана              | Москва              | Астана              | Астана                  | Астана                  | Астана                  | Москва                  |

Некоторые группы продолжают обучение в Москве как отдельная академическая группа (например, направление «Экономика» при обучении на экономическом факультете МГУ), некоторые распределяются в академические группы с московскими студентами (например, направление «Прикладная математика и информатика» на факультете ВМиК). Во время обучения в Москве студентам доступны все спецкурсы и мероприятия, которые получают студенты МГУ. Студенты направления «Прикладная математика и информатика» на старших курсах имеются возможность использовать для работы суперкомпьютеры, установленные на факультете Вычислительной математики и информатики (в том числе и на одном из самых мощных суперкомпьютеров России «Ломоносов»). Обучаясь в Москве, студенты имеют возможность посещать курсы «Школы анализа данных» Яндекса и «Техносферы» VK Group (имеющими совместные с МГУ образовательные программы), набор в которые осуществляется на конкурсной основе.
После 3 курса студенты проходят обязательную производственную практику в Казахстане. Основные места прохождения практики: различные министерства, департаменты, IT-компании и государственные компании, расположенные в Астане.
Защита дипломных работ проходит в Москве. В среднем около 20 % бакалавров заканчивает с красным дипломом.

## Студенческая жизнь
Мероприятия, которые ежегодно проводятся в филиале:
- студенческие олимпиады по математике и программированию (декабрь);
- «неделя географии»;
- «неделя английского языка»;
- проводы для студентов, отъезжающих в Москву (май).

На базе филиала действует поэтический клуб «Тенгри», выпускается внутренняя газета «Филиада». Проводится множество спортивных мероприятий (осенний кросс, эстафета, чемпионат по футболу, чемпионат по шахматам).

## Мероприятия
Университет проводит множество мероприятий для школьников и студентов других ВУЗов:
- конференция студентов, магистрантов и молодых ученых «Ломоносов» (апрель);
- школа русистики (январь);
- финальный этап олимпиады для школьников «Ломоносов» (январь);
- отборочный этап олимпиады по математике Турнир Городов (октябрь, февраль).

Также филиал несколько раз по поручении МОН РК проводил Республиканскую студенческую олимпиаду по русскому языку. В 2016 году проводил Республиканскую студенческую олимпиаду по математическому и компьютерному моделированию, а также дважды (в 2016 и 2017 годах) - по математике.
В 2011 году в честь десятилетнего юбилея Казахстанского филиала МГУ был проведён международный научный форум «Казахстан и евразийская идея в новом мире».

## Студенческие олимпиады и конкурсы
Студенты Казахстанского филиала МГУ регулярно побеждают на студенческих Республиканских олимпиадах по математике (2005, 2006, 2009, 2010, 2011, 2012, 2014, 2015, 2016) и по русскому языку, становятся призёрами на студенческих Республиканских олимпиадах по механике и компьютерному моделированию. Лучшим результатом являются дипломы на международной студенческой олимпиаде по математике IMC (Американский университет в Болгарии, г. Благоевград): 
- диплом 2 и 3 степени в 2016
- два диплома 3 степени в 2017
- диплом 1, 2 и 3 степени в 2018
- диплом 1 и 2 степени в 2019.

Команды университета активно участвуют в четвертьфиналах (Казахстан) и полуфиналах (Центрально-азиатский регион, Сибирский регион) чемпионата мира по программированию ACM ICPC. Лучшие результаты:
- диплом 3 степени Центральной Азии (Ташкент, 2012);
- диплом 3 степени Сибирского региона (Барнаул, 2015);
- диплом 3 степени Северо-восточного европейского региона NEER (Алматы, 2016).
- топ-6 в Центральной Азии (Алматы, 2017-2018).

Студенты также активно участвуют в Республиканских конкурсах научных проектов. Наиболее значительные достижения были у студентов филиала на Республиканском конкурсе научных проектов в 2014 и 2015 годах по специальности «5В060100 Математика». Также студенты филиала отличились победой на Microsoft Imagine Cup Kazakhstan 2011.